# Power Macintosh 9500
Le Power Macintosh 9500 vint se placer tout en haut de la gamme d'ordinateurs de bureau d'Apple. Il fut le premier Power Macintosh de seconde génération, qui sont dotés de processeur PowerPC 604,
Le Power Macintosh 9500 reprenait le même boîtier que le Workgroup Server 9150 mais était bien plus puissant avec un processeur PowerPC 604 cadencé initialement à 120 ou 132 MHz. Il était le premier Power Macintosh au format tour à utiliser une carte processeur fille remplaçable. Contrairement aux Power Macintosh de première génération il disposait de ports d'extension au format PCI plus modernes et universels que les slots NuBus ou PDS. Le Power Macintosh 9500 est le Macintosh le plus expansible jamais commercialisé par Apple : il offrait 6 ports PCI, 12 emplacements mémoire et une baie 5,25" libre pour un second lecteur optique.
En octobre 1995 Apple sorti un Power Macintosh 9515 qui était identique au 9500/132 mais n'était vendu qu'en Europe et au Japon. Un nouveau modèle cadencé à 150 MHz vint compléter la gamme 9500 en avril 1996. En août 1996 les Power Macintosh 9500 furent mis à jour avec deux nouveaux modèles dotés de PowerPC 604e : un biprocesseur cadencé à 180 MHz, et un monoprocesseur cadencé à la vitesse record de 200 MHz. La présence de deux processeurs sur le modèle 180 MHz n'apportait pas de gain sensible de performance, à part avec quelques rares applications professionnelles qui géraient le multiprocessing.
Le Power Macintosh 9500 fut remplacé en février 1997 par le Power Macintosh 9600.

## Caractéristiques
- processeur : PowerPC 604 32 bit cadencé à 120, 132 ou 150, ou PowerPC 604e cadencé à 180 (biprocesseur) ou 200 MHz
- bus système 64 bit cadencé respectivement à 40, 44, 50, 45 et 50 MHz
- mémoire morte : 4 Mo
- mémoire vive : 16 ou 32 Mo, extensible à 768 Mo (ou 1,5 Gio avec des barrettes plus récentes non supportées par Apple)
- mémoire cache de niveau 1 : 32 Ko (modèles 120, 132 et 150 MHz), 64 Ko (modèles 180 et 200 MHz)
- mémoire cache de niveau 2 : 512 Kio
- disque dur SCSI de 1 Go ou 2 Go
- lecteur de disquette 1,44 Mo 3,5"
- lecteur CD-ROM 4x (modèles 120, 132 et 150 MHz) , 8x (modèles 180 et 200 MHz)
- carte vidéo (sauf pour les modèles à 132 MHz) : fournie en bundle et dotée de 2 Mio de mémoire vidéo (extensible à 4 Mio avec un module de 2 Mio)
- résolutions supportées :
  - 640 × 480 en 24 bits ;
  - 800 × 600 en 24 bits ;
  - 832 × 624 en 24 bits ;
  - 1 024 × 768 en 16 bits (24 bits avec 4 Mio de mémoire vidéo) ;
  - 1 152 × 870 en 16 bits (24 bits avec 4 Mio de mémoire vidéo) ;
  - 1280 × 1024 en 8 bit (16 bit avec 4 Mio de mémoire vidéo).
- slots d'extension :
  - 6 slots d'extension PCI (dont un occupé par la carte vidéo) ;
  - 12 connecteurs mémoire de type DIMM 168 broches (vitesse minimale : 70 ns) ;
  - 1 emplacement 5,25" supplémentaire pour lecteur optique.
- connectique :
  - 1 port SCSI DB-25 ;
  - 2 ports série Mini Din-8 Geoports ;
  - 1 port ADB ;
  - port Ethernet AAUI et 10BASE-T ;
  - sortie audio : stéréo 16 bit ;
  - entrée audio : stéréo 16 bit.
- haut-parleur mono
- dimensions : 42,9 × 19,6 × 40,0 cm
- poids : 12,7 kg
- alimentation : 225 W
- systèmes supportés : Système 7.5.2 à Mac OS 9.1